# زنان در دوران آل بویه
آل بویه سلسله ای ایرانی و برخاسته از میان طایفه دیلمی بودند. در دوران فرمانروایی این سلسله زنان با محدودیت ها و مشکلات گوناگونی روبرو بودند؛ میتوان گفت که وضعیت زنان در دوران آل بویه به شهر و مناطق محل سکونت آن ها بستگی داشت؛ مثلا بدترین شرایط را زنان بیار و افراوه تجربه میکردند؛ زنان این دو منطقه هنگام روز از خانه خارج نمیشدند و تنها شب در حالی که لباس سیاه پوشیده بودند از خانه خارج میشدند.
در بغداد زنان و دختران مخصوصا دختران مقامات دولتی با خطر تجاوز روبرو بودند و آمار تجاوزهای جنسی بسیار بالا بود. یک گزارش معتبر نشان میدهد که مسئولان وقت زنان قربانی تجاوز را زندانی میکردند و یکی از صاحب شرطه های بغداد به نام اسحاق بن ابراهیم به جای دستگیر و مجازات کردن عاملان این تجاوزها، تصمیم گرفته بود که دختران جوان خود را به قتل برساند تا مورد تجاوز قرار نگیرند.

## رده:کار
در مناطق بیار و افراوه برخی از زنان مغازه دار بودند. اما این مغازه ها منحصر به زنان بوده و در داخل خانه ها قرار داشت.
به گفته ابودلف، جهانگرد معاصر آل بویه، برخی از زنان شهر سمنان دستمال های ظریف و زیبایی میدوختند که به بهای گزاف پنجاه دینار فروخته میشد. ابودلف می افزاید که این زنان به مرور زمان بخاطر کار زیاد و دقتی که در ظرافت دستمال ها به خرج میدادند بینایی چشمان خود را از دست میدادند.
حرفه برخی از زنان، اعم از آزاد و یا کنیز خوانندگی و نوازندگی بود. شمار این زنان بسیار زیاد بود و تنها در یکی از محله های بغداد ۴۶۰ کنیز و ۱۰ زن آزاد به خوانندگی و نوازندگی مشغول بودند.

برخی از زنان از سر ناچاری و یا اجبار، در خانه های فساد کار میکردند. آل بویه برخی اوقات با گردانندگان این خانه ها مبارزه میکردند اما برخی از گردانندگان این خانه ها به مقامات دولتی رشوه میپرداختند و از تعقیب دولتی موقتا نجات پیدا میکردند.

## ازدواج
برخی از زنان در مسئله ازدواج با محدودیت هایی روبرو بودند؛ مثلا
دختران طایفه دیلمی مجبور بودند که فقط با پسران قبیله خودشان ازدواج کنند و اگر دختری از این قانون سرپیچی میکرد و با پسر غیر دیلمی ازدواج میکرد او را به قتل میرساندند.
زنان و دختران علوی هم باید با مردانی از طبقه خودشان ازدواج میکردند.
در همدان دختران جوان و یا پدران آن ها باید به داماد مهریه میپرداختند، چون مردوایج بنیان گذار سلسله آل زیار بعد از تسخیر همدان اکثر مردان را قتل عام کرد به همین خاطر تعداد مردان بسیار کمتر از زنان بود و مردان باقی مانده اهمیت به سزایی پیدا کردند و خیلی زود این رسم پدید آمد که عروس به جای داماد مهریه بپردازد و این رسم تا مدت ها باقی ماند.
یکی از رسوم مرتبط با ازدواج این بود که برای اینکه عروس ها زیباتر به نظر برسند کنیز سیاهی را مامور میکردند که او را همراهی کند.
خاندان سلطنتی آل بویه و اشخاص نزدیک به آنان از ازدواج بهره برداری سیاسی میکردند. در بسیاری از موارد ازدواج ها فقط برای تامین منافع و نیرومند شدن پایه های قدرت خاندان سلطنتی آل بویه و از بین رفتن دشمنی ها انجام میشد. مثلا در سال ۳۶۰ عز الدوله بختیار و مشاوران او تصمیم گرفتند که با بستن پیوند های زناشوئی بین بزرگان قبیله دیلم و سران ترک ها، دشمنی به وجود آمده را از بین ببرند.
عضد الدوله (فنا خسرو بن بويه) برای استحکام روابط خود با دربار خلافت عباسی یک دختر خود را به عقد طائع خلیفه عباسی درآورد.
 و برای پایان دادن به دشمنی با دولت سامانی، دختر دیگر خود را به عقد امیر منصور بن نوح درآورد.
مهریه دختران خاندان سلطنتی آل بویه فوق العاده گزاف بود. مهریه شاه بانو دختر عضد الدوله دیلمی صد هزار دینار بود.
مهریه دختر خردسال عز الدوله بختیار که او را به عقد ابوتغلب بن حمدان درآوردند هم صد هزار دینار بود.
یکی دیگر از جنبه های تاریک دوران آل بویه، عادی بودن کودک همسری در این دوران بود؛ به گونه مثال در سال ۳۵۷ هجری قمری عز الدوله بختیار دخترک سه ساله خود را به همسری ابوتغلب بن حمدان درآورد.
و علاوه بر آن، ممنوعیت ازدواج مجدد بیوه ها در برخی مناطق قانون غیر انسانی دیگری بود که در مناطق بیار و افراوه اجرا میشد و در این مناطق اگر زنی بیوه دوباره ازدواج میکرد کودکان به در خانه او سنگ پرتاب میکردند.
اما در شهرهای دیگر چنین نبود؛ مثلا موید الدوله رسما از عبدالجبار بن احمد که قاضی القضاه شهرهای ری، قزوین، سهرورد، قم، ساوه و توابع آن ها، خواست که زمینه ازدواج زنان [بیوه] و دختران بی شوهر آن شهرها را مهیا کند.

## حرمسرا
در دوران آل بویه بسیاری از زنان و کنیزان در حرمسراها زندگی میکردند.
خواجه های مورد اعتماد از حرمسرا ها محافظت میکردند. 

## سیاست
در دوران آل بویه، زنان متعلق به طبقه حاکم، در صورت امکان در سیاست هم دخالت میکردند. اولین فرمانروای زن ایران بعد از فروپاشی ساسانیان و ظهور اسلام، متعلق به این دوره است. این زن، سیده خاتون همسر فخرالدوله دیلمی و مشهورترین بانوی عصر آل بویه، بود. بعد از مرگ فخرالدوله، پسر او مجدالدوله به قدرت رسید اما چون او کودک بود سیده خاتون امور دولتی را اداره میکرد. در سال ۳۷۰ هجری قمری مجد الدوله که به سن بلوغ رسیده بود تصمیم گرفت که شخصا به اداره امور بپردازد به همین خاطر بین او و سیده خاتون اختلاف هایی به وجود آمد. سرانجام مجد الدوله بدون اجازه سیده خاتون وزارت خود را به ابوعلی سپرد. این کار باعث رنجش سیده خاتون شد و او به نشانه اعتراض دربار را ترک کرد و به قلعه طبرک رفت. ابوعلی وزیر قلعه طبرک را به زندان سیده خاتون تبدیل کرد و محافظانی را مامور کرد که نگذارند سیده خاتون از قلعه خارج شود‌. سیده خاتون نیمه شبی از قلعه فرار کرد و خودش را به خوزستان رساند.  حاکم خوزستان بدر بن حسنویه وقتی از آمدن سیده خاتون آگاهی یافت شخصا به پیشواز او رفت و به خوبی از او پذیرایی کرد. سیده خاتون با کمک بدر به ری لشکرکشی کرد و توانست پایتخت را تسخیر کند. سیده خاتون مجد الدوله و وزیر او ابوعلی را به زندان انداخت و بار دیگر قدرت را به دست گرفت. خاتون در دربار پرده نازکی آویخته بود و از پشت آن پرده با مقامات گفتگو میکرد و دستورات لازم را به آن ها میداد.
سلطان محمود غزنوی به سیده خاتون پیام فرستاد: یا سکه و خطبه را به نام من کن و یا آماده جنگ شو.
سیده خاتون که بانوی بسیار خردمند و با تدبیری بود این پاسخ را برای محمود فرستاد:
تا وقتی شوهرم زنده بود من نگران بودم که مبادا تو به قلمرو ما حمله کنی. اما اینک نگران نیستم چون میدانم که سلطان مردی دانا است؛ [و میداند که] سرنوشت این جنگ مشخص نیست: اگر سلطان پیروز شود برای او افتخاری نخواهد داشت زیرا بیوه زنی را شکست داده است و اگر من پیروز شوم سلطان هیچگاه از این شرمساری رهایی نخواهد داد. سلطان محمود پس از دریافت این پیام، دیگر هیچگاه به بدین ترتیب سیده خاتون توانست با فرستادن یک پاسخ مختصر ولی خردمندانه، استقلال خود را حفظ کند و جلو لشکرکشی سلطان محمود غزنوی را بگیرد. پس از این پیشامد، سیده خاتون پسر خود مجد الدوله را از زندان آزاد کرد و سلطنت را به او بازگرداند ولی همچنان قدرت به دست سیده خاتون بود و حاکمان را او تعیین میکرد.
زنان دیگری که در امور دولتی مداخله کردند همسران محمد بن الیاس فرمانروای کرمان و توابع، بودند و در سرنگون او و به قدرت رسیدن پسر او «الیسع» نقش مهمی داشتند. چگونگی این امر چنین بود که در میان اشخاص نزدیک به محمد بن الیاس مردی بود به نام عبدالله بن مهدی، ملقب به «بسویه»که بر محمد برای الیاس تسلط داشت و میان او و «الیسع» کینه ای وجود داشت. «الیسع» فرماندهی سپاه پدر خود را به عهده داشت. «بسویه»که از «الیسع» میترسید با «اسرائیل» پزشک الیاس، و مهندسی به نام «مرزبان» همدست شدند و ابوعلی بن الیاس را نسبت به پسرش «الیسع» بدبین کردند. ابوعلی بن الیاس به تحریک آنان پسر خود را به قلعه خود احضار کرد و وقتی که «الیسع» به قلعه آمد الیاس او را از فرماندهی برکنار کرد و به زندان انداخت. مادر «الیسع» پیش همسر دیگر ابوعلی رفت و به او گفت:  بسویه و همدستانش کاری که در حق فرزند من کرده است در حق فرزند تو نیز خواهد کرد و در این صورت فرمانروایی کشور از دست خاندان «الیاس» بیرون رفته و به دست بسویه و همدستانش خواهد افتاد. پس باید کمک کنی تا من پسرم را آزاد کنم. او هم پذیرفت و آن دو با کمک کنیزان  حرمسرا به «بسویه» سوقصد کردند ولی بسویه توانست فرار کند. زنان «الیسع» را آزاد کردند و مادر «الیسع» از پارچه های دیبا طنابی درست کرد و پسر خود را به پایین قلعه فرستاد. «الیسع» کنترل سپاه را دوباره به دست گرفت و قلعه پدر خود را محاصره کرد. محمد بن الیاس تسلیم شد و «الیسع» او را به ماوراالنهر تبعید کرد.

## وضع زندگی کنیزها
در دوران آل بویه خرید و فروش کنیز معمول بود و در در شهرهای بزرگ بازاری وجود داشت که آن را بازار برده فروشان (به عربی سُوقُ النخاسین) می نامیدند.
قیمت کنیزها به هنرهایی که بلد بودند و زیبایی آن ها بستگی داشت و از چند درهم شروع میشد و حتی به صد هزار دینار هم میرسید. برخی از برده فروشان کنیزهایی را برای فروختن به خلفا و سلاطین آل بویه تربیت میکردند و به آن ها شعر، خنیاگری، و مواردی مانند این ها را می آموختند و به بهای گرانی میفروختند؛ عضد الدوله دو کنیز داشت که قیمت هرکدام از آن ها صد هزار دینار بود. اما بهای کنیزان سیاه پوست و یا سالخورده که مسئول نظافت خانه ها و بازکردن در به روی مراجعین بودند ارزان بود. برخی از این کنیز ها جز موسیقی دانان برجسته آن دوره بودند؛ مثلا دو تن از کنیزان بختیار عود مینواختند و در عود نوازی نظیر نداشتند. بعضی از این کنیزها زندگانی بسیار دردناکی را تجربه میکردند؛ برخی از کنیزها را اربابانشان مجبور به تن فروشی میکردند؛ مثلا مردی بغدادی به نام ابوالعباس شامی کنیزان خود را وادار میکرد که تن فروشی کنند و پولی که کنیزان از این راه کسب میکردند را از آن ها میگرفت.
یک ارباب اگر لازم میدید حتی از کشتن کنیز خود هم دریغ نمیکرد؛  
یکی از کنیزان عضد الدوله او را به شدت شیفته خودش کرد به اندازه ای که عضد الدوله از اداره امور كشور باز ماند. عضد الدوله به یکی از خواجه های حرمسرا به نام شکر دستور داد که آن کنیز را در دریای دجله غرق کند. شکر کنیز را به خانه خود برد اما از آنجا که احتمال میداد که عضد الدوله از تصمیم خود پشیمان شود کنیز را در مکانی پنهان کرد و پیش عضد الدوله برگشت و به او گفت که کنیز را در دجله غرق کرده است. چند روز بعد عضد الدوله از کار خود پشیمان شد و دستور داد که شکر را به قتل برسانند. شکر هم به عضد الدوله گفت که کنیز هنوز زنده است و او را پیش عضد الدوله آورد. عضد الدوله چند روزی با آن کنیز بود و بعد متوجه شد که کارها همچنان دچار اخلال است به همین خاطر شخصا کنیز را در دجله غرق کرد.<ref>